# Кубок Росії з футболу 2002—2003
Кубок Росії з футболу 2002–2003 — 11-й розіграш кубкового футбольного турніру в Росії. Титул втретє здобув Спартак (Москва).

## Календар
| Раунд           | Дата                            | Матчі | Клуби    |
| --------------- | ------------------------------- | ----- | -------- |
| Перший раунд    | 23 березня - 30 квітня 2002     | 54    | 144 → 90 |
| Другий раунд    | 5 квітня - 8 травня 2002        | 28    | 90 → 62  |
| Третій раунд    | 19-29 травня 2002               | 14    | 62 → 48  |
| Четвертий раунд | 14-19 червня 2002               | 16    | 48 → 32  |
| 1/16 фіналу     | 29 червня - 29 листопада 2002   | 16    | 32 → 16  |
| 1/8 фіналу      | 18 жовтня 2002 - 2 березня 2003 | 8     | 16 → 8   |
| 1/4 фіналу      | 19 березня 2003                 | 4     | 8 → 4    |
| 1/2 фіналу      | 21 травня 2003                  | 2     | 4 → 2    |
| Фінал           | 15 червня 2003                  | 1     | 2 → 1    |

## 1/16 фіналу
| Команда 1                        | Рахунок         | Команда 2            |
| -------------------------------- | --------------- | -------------------- |
| 29 червня 2002                   |                 |                      |
| Чкаловец-1936 (Новосибірськ) (3) | 0:4             | Спартак (Москва)     |
| 14 вересня 2002                  |                 |                      |
| Хімки (2)                        | 1:0             | Торпедо (Москва)     |
| Металург (Липецьк) (3)           | 2:1             | Шинник               |
| Динамо (Санкт-Петербург) (2)     | 3:2 дч          | ЦСКА                 |
| Кристал (Смоленськ) (2)          | 2:3             | Ростсільмаш          |
| Кубань (2)                       | 1:2             | Анжі                 |
| Чорноморець (Новоросійськ) (2)   | 0:1             | Крила Рад            |
| Спартак-Нальчик (2)              | 2:0             | Динамо (Москва)      |
| Уралмаш (3)                      | 1:2             | Зеніт                |
| Лада (Тольятті) (2)              | 6:0             | Торпедо-ЗІЛ (Москва) |
| Енергетик (Урень) (3)            | 0:2             | Сатурн-REN-TV        |
| Рубін (2)                        | 1:0             | Аланія (Владикавказ) |
| Амкар (2)                        | 1:3             | Уралан               |
| СКА-Енергія (2)                  | 0:1             | Сокіл (Саратов)      |
| Том (2)                          | 2:2 дч пен. 4:2 | Ротор (Волгоград)    |
| 29 листопада 2002                |                 |                      |
| Динамо (Махачкала) (3)           | 1:2 дч          | Локомотив (Москва)   |

## 1/8 фіналу
| Команда 1                    | Рахунок | Команда 2          |
| ---------------------------- | ------- | ------------------ |
| 18 жовтня 2002               |         |                    |
| Спартак (Москва)             | 4:0     | Уралан             |
| 19 жовтня 2002               |         |                    |
| Металург (Липецьк) (3)       | 0:4     | Хімки (2)          |
| Динамо (Санкт-Петербург) (2) | 2:3     | Ростсільмаш        |
| Спартак-Нальчик (2)          | 0:1     | Крила Рад          |
| Лада (Тольятті) (2)          | 3:2 дч  | Зеніт              |
| Рубін (2)                    | 0:1     | Сатурн-REN-TV      |
| Том (2)                      | 0:1     | Сокіл (Саратов)    |
| 2 березня 2003               |         |                    |
| Анжі (2)                     | 1:0     | Локомотив (Москва) |

## 1/4 фіналу
| Команда 1           | Рахунок         | Команда 2        |
| ------------------- | --------------- | ---------------- |
| 19 березня 2003     |                 |                  |
| Хімки (2)           | 0:1             | Ростов           |
| Анжі (2)            | 1:1 дч пен. 4:2 | Крила Рад        |
| Лада (Тольятті) (2) | 0:0 дч пен. 3:2 | Сатурн-REN-TV    |
| Сокіл (Саратов) (2) | 2:3             | Спартак (Москва) |

## 1/2 фіналу
| Команда 1           | Рахунок | Команда 2        |
| ------------------- | ------- | ---------------- |
| 21 травня 2003      |         |                  |
| Анжі (2)            | 0:1     | Ростов           |
| Лада (Тольятті) (2) | 2:3 дч  | Спартак (Москва) |

## Фінал
| 15 червня 2003 |

| Спартак (Москва) | 1:0      | Ростов |
| ---------------- | -------- | ------ |
| Титов 28'        | Протокол |        |

| Локомотив, Москва Глядачів: 25 000 Арбітр: Ігор Єгоров |